# كولن كالندر
كولن كالندر (بالإنجليزية: Colin Callender) هو منتج تلفزيوني بريطاني، ولد في 1952 في لندن في المملكة المتحدة.